# Briefmarken-Jahrgang 1921 des Saargebiets
Der Briefmarken-Jahrgang 1921 des Saargebiets umfasste 34 Marken, davon drei Aufdruckmarken auf Germaniamarken des Deutschen Reichs, 17 Freimarken in Reichswährung und 14 Aufdruckmarken auf diesen in der zum 1. Mai 1921 eingeführten französischen Franken-Währung.

## Übersicht über die Ausgaben
Die erste Neuausgabe des Jahrs 1921 erfolgte am 4. Februar als Germania-Aufdruckausgabe (Nr. 50). Schon am 5. Februar folgten zwei weitere Aufdruckausgaben (Nr. 51 und 52) auf Germaniamarken, wobei der in Zierschrift gehaltene Aufdruck das neu geschaffene Wappen des Saargebiets, die Wertangabe 5 bzw. 10 Mark und die Bezeichnung SAARGEBIET (in Majuskeln) enthielt. Ab dem 18. Februar (mit zwei Nachläufern am 21. Februar und am 22. April) folgte eine reguläre Freimarkenausgabe (Nr. 53 – 69) in einer Auflage von 70.000 kompletten Sätzen, die in der Druckerei Imprimerie Hélio Vaugirard in Paris im Buchdruckverfahren gedruckt wurden und verschiedene Darstellungen aus dem Saargebiet aufwiesen, die der Graphiker Alfred Montader nach Fotos geschaffen hatte. Nach der Einführung der Frankenwährung wurden durch Aufdruck der neuen Währungsangebe (cent. und Franken) 14 Werte in dieser Währung geschaffen, die am 1. Mai ausgegeben wurden (Auflage 70.000 komplette Sätze).

## Liste der Ausgaben
Legende
- Bild: Eine bearbeitete Abbildung der genannten Marke. Das Verhältnis der Größe der Briefmarken zueinander ist in diesem Artikel annähernd maßstabsgerecht dargestellt. Sollten keine Marken abgebildet sein, liegt es daran, dass das Urheberrecht des Künstlers noch nicht erloschen ist.
- Beschreibung: Eine Kurzbeschreibung des Motivs und/oder des Ausgabegrundes. Bei ausgegebenen Serien oder Blocks werden die zusammengehörigen Beschreibungen mit einer Markierung versehen eingerückt.
- Wert: Der Frankaturwert der einzelnen Marke in Saar-Franken. Ein „+“ bedeutet, dass es sich um eine Zuschlagsmarke handelt (= Frankaturwert + Spende).
- Ausgabedatum: Das Datum des erstmaligen Verkaufs dieser Briefmarke.
- Gültig bis: Das Datum, an dem die Gültigkeit endete.
- Auflage: Soweit bekannt, wird hier die zum Verkauf angebotene Anzahl dieser Ausgabe angegeben.
- Entwurf: Soweit bekannt, wird hier angegeben, von wem der Entwurf dieser Marke stammt.
- Mi.-Nr.: Diese Briefmarke wird im Michel-Katalog unter der entsprechenden Nummer gelistet.

| Einzelmarken | Einzelmarken                                                                                                  | Einzelmarken                    | Einzelmarken          | Einzelmarken     | Einzelmarken | Einzelmarken | Einzelmarken |
| ------------ | --- | ------------------------------- | --------------------- | ---------------- | ------------ | ------------ | ------------ |
| Bild         | Beschreibung                                                                                                  | Werte in Pfennig/Mark cent./Fr. | Ausgabe- datum (1921) | gültig bis       | Auflage      | Aufdruck auf | MiNr.        |
|              | Germania (Briefmarke) - Porträtbild Anna Führing als Germania                                                 | 20                              | 4. Februar            | 30. April 1921   | unbekannt    | DR 104       | 50           |
|              | Germania (Briefmarke) - Porträtbild Anna Führing als Germania                                                 | 5 Mark                          | 5. Februar            | 30. April 1921   | unbekannt    | DR 142       | 51           |
|              | Germania (Briefmarke) - Porträtbild Anna Führing als Germania                                                 | 10 Mark                         | 5. Februar            | 30. April 1921   | unbekannt    | DR 142       | 52           |
| -            | Freimarkenausgabe 1921 - Mühle bei Mettlach                                                                   | 5                               | 18. Februar           | 30. April 1921   | unbekannt    | -            | 53           |
| -            | Freimarkenausgabe 1921 - Bergmann unter Tage                                                                  | 10                              | 18. Februar           | 30. April 1921   | uinbekannt   | -            | 54           |
| -            | Freimarkenausgabe 1921 - Förderturm der Grube Reden                                                           | 20                              | 18. Februar           | 30. April 1921   | unbekannt    | -            | 55           |
|              | Freimarkenausgabe 1921 - Schiffe auf der Saar                                                                 | 25                              | 18. Februar           | 30. April 1921   | 720.272      | -            | 56           |
|              | Freimarkenausgabe 1921 - Saarschleife bei Mettlach                                                            | 30                              | 18. Februar           | 30. April 1921   | unbekannt    | -            | 58           |
| -            | Freimarkenausgabe 1921 - Schlackenhalde bei Völklingen                                                        | 40                              | 18. Februar           | 30. April 1921   | unbekannt    | -            | 59           |
| -            | Freimarkenausgabe 1921 - Signalbrücke am Bahnhof Saarbrücken                                                  | 50                              | 18. Februar           | 30. April 1921   | unbekannt    | -            | 60           |
| -            | Freimarkenausgabe 1921 - Gotische Kirche im Mettlacher Park                                                   | 60                              | 18. Februar           | 30. April 1921   | unbekannt    | -            | 61           |
| -            | Freimarkenausgabe 1921 - Alte Brücke in Saarbrücken                                                           | 80                              | 18. Februar           | 30. April 1921   | unbekannt    | -            | 62           |
| -            | Freimarkenausgabe 1921 - Drahtseilbahn Fenne                                                                  | 1 Mark                          | 18. Februar           | 30. April 1921   | unbekannt    | -            | 63           |
| -            | Freimarkenausgabe 1921 - Förderturm und Wetterschacht                                                         | 1,25 Mark                       | 18. Februar           | 30. April 1921   | unbekannt    | -            | 64           |
| -            | Freimarkenausgabe 1921 - Neues Rathaus Saarbrücken St. Johann                                                 | 2 Mark                          | 18. Februar           | 30. April 1921   | unbekannt    | -            | 65           |
| -            | Freimarkenausgabe 1921 - Steingutfabrik Mettlach (ehemalige Abtei)                                            | 3 Mark                          | 18. Februar           | 30. April 1921   | unbekannt    | -            | 66           |
| -            | Freimarkenausgabe 1921 - Ludwigskirche                                                                        | 5 Mark                          | 18. Februar           | 30. April 1921   | unbekannt    | -            | 67           |
| -            | Freimarkenausgabe 1921 - Landratsamt Saarbrücken                                                              | 10 Mark                         | 18. Februar           | 30. April 1921   | unbekannt    | -            | 68           |
|              | Freimarkenausgabe 1921 - Saarschleife bei Mettlach – geänderte Farbe                                          | 30                              | 21. Februar           | 30. April 1921   | unbekannt    | -            | 57           |
| -            | Freimarkenausgabe 1921 - Burbacher Hütte (größeres Format)                                                    | 25 Mark                         | 22. April             | 30. April 1921   | unbekannt    | -            | 69           |
| -            | Freimarkenausgabe 1921 mit farbigem Aufdruck in französischer Währung - Förderturm Grube Reden                | 3 cent.                         | 1. Mai                | 28. Februar 1927 | unbekannt    | Saar 55      | 70           |
| -            | Freimarkenausgabe 1921 mit farbigem Aufdruck in französischer Währung - Schiffe auf der Saar                  | 5 cent.                         | 1. Mai                | 28. Februar 1927 | unbekannt    | Saar 56      | 71           |
|              | Freimarkenausgabe 1921 mit farbigem Aufdruck in französischer Währung - Saarschleife Mettlach                 | 10 cent.                        | 1. Mai                | 28. Februar 1927 | unbekannt    | Saar 58      | 72           |
|              | Freimarkenausgabe 1921 mit farbigem Aufdruck in französischer Währung - Schlackenhalde bei Völklingen         | 15 cent.                        | 1. Mai                | 28. Februar 1927 | unbekannt    | Saar 59      | 73           |
| -            | Freimarkenausgabe 1921 mit farbigem Aufdruck in französischer Währung - Signalbrücke im Bahnhof Saarbrücken   | 20 cent.                        | 1. Mai                | 28. Februar 1927 | unbekannt    | Saar 60      | 74           |
|              | Freimarkenausgabe 1921 mit farbigem Aufdruck in französischer Währung - Gotische Kirche im Mettlacher Park    | 25 cent.                        | 1. Mai                | 28. Februar 1927 | unbekannt    | Saar 61      | 75           |
| -            | Freimarkenausgabe 1921 mit farbigem Aufdruck in französischer Währung - Förderturm und Wetterschacht          | 30 cent.                        | 1. Mai                | 28. Februar 1927 | unbekannt    | Saar 62      | 76           |
| -            | Freimarkenausgabe 1921 mit farbigem Aufdruck in französischer Währung - Drahtseilbahn Fenne                   | 40 cent.                        | 1. Mai                | 28. Februar 1927 | unbekannt    | Saar 63      | 77           |
| -            | Freimarkenausgabe 1921 mit farbigem Aufdruck in französischer Währung - Förderturm und Wetterschacht          | 50 cent.                        | 1. Mai                | 28. Februar 1927 | unbekannt    | Saar 64      | 78           |
| -            | Freimarkenausgabe 1921 mit farbigem Aufdruck in französischer Währung - Neues Rathaus Saarbrücken St. Johann  | 75 cent.                        | 1. Mai                | 28. Februar 1927 | unbekannt    | Saar 65      | 79           |
| -            | Freimarkenausgabe 1921 mit farbigem Aufdruck in französischer Währung - Steingutfabrik Mettlach (ehem. Abtei) | 1 Fr.                           | 1. Mai                | 28. Februar 1927 | unbekannt    | Saar 66      | 80           |
| -            | Freimarkenausgabe 1921 mit farbigem Aufdruck in französischer Währung - Ludwigskirche                         | 2 Fr.                           | 1. Mai                | 28. Februar 1927 | unbekannt    | Saar 67      | 81           |
| -            | Freimarkenausgabe 1921 mit farbigem Aufdruck in französischer Währung - Landratsamt Saarbrücken               | 3 Fr.                           | 1. Mai                | 28. Februar 1927 | unbekannt    | Saar 68      | 82           |
| -            | Freimarkenausgabe 1921 mit farbigem Aufdruck in französischer Währung - Burbacher Hütte (größeres Format)     | 5 FRANKEN                       | 1. Mai                | 28. Februar 1927 | unbekannt    | Saar 69      | 83           |